# Labécède-Lauragais
Labécède-Lauragais är en kommun i departementet Aude i regionen Occitanien  i södra Frankrike. Kommunen ligger  i kantonen Castelnaudary-Nord som ligger i arrondissementet Carcassonne. År 2022 hade Labécède-Lauragais 419 invånare.

## Befolkningsutveckling
Antalet invånare i kommunen Labécède-Lauragais
Referens: INSEE